# Palazzo Wagnière-Fontana Elliott
Palazzo Wagnière-Fontana Elliott si trova su Borgo San Frediano 8 a Firenze. Il giardino del palazzo ha ingresso da Lungarno Soderini 9.

## Storia
La storia antica dell’immobile è testimoniata da quello che rimane di un affresco raffigurante la Sacra Famiglia in un vano del piano terreno del palazzo.
Il lotto dell’edificio sorge all’interno dell’ultima cerchia muraria di Firenze, realizzata nel 1336; con questa cerchia la città inglobava i borghi nati fuori dalle mura precedenti e i cui toponimi sono rimasti nei nomi di alcune strade precedute dal nome “borgo”, come appunto Borgo San Frediano.
Il palazzo inizia a configurarsi presumibilmente nel corso del Cinquecento dall'accorpamento di unità edilizie minori, se si guarda infatti alla veduta assonometrica “Nova pulcherrimae civitatis Florentiae topographia accuratissime delineata” del Bonsignori del 1584 appare già evidente l’impianto del lotto, con una fascia compatta di edifici lungo la strada ed orti coltivati perpendicolari al fiume.
Nel corso del XVIII secolo il palazzo diventa di proprietà della famiglia Capponi, che negli anni del Granducato vive un periodo di forte solidità patrimoniale, politica e familiare. Risalgono soprattutto a questo periodo tutti i palazzi di loro proprietà dislocati in vari punti di Firenze per ospitare i tanti rami familiari. Nell’edificio persiste la configurazione in linea parallela all’asse viario ma si amplia la consistenza dell’immobile: è ben evidente una nuova corte centrale interna e l’orto retrostante verso l’Arno.
Dalla seconda metà dell’Ottocento, Borgo San Frediano diventa un'arteria sempre più importante del tessuto viario cittadino della zona. L’edificio inizia ad assumere l’aspetto attuale sia nella conformazione planimetrica che nelle forme dello stile e viene radicalmente riconfigurato nelle forme neorinascimentali in cui si presenta oggi. Dopo l’annessione della Toscana al regno d’Italia e la proclamazione di Firenze capitale dal 1865 al 1870 si creano tutti i presupposti per l’adeguamento dell’assetto urbanistico della città; la trasformazione edilizia è radicale e riguarda l’introduzione del piano Poggi, l’ampliamento delle strade e la realizzazione di interventi puntuali sui singoli edifici, con la conseguente distruzione del tessuto edilizio medievale per far posto ad edifici più uniformi con funzioni tipiche della dimensione urbana ottocentesca. L’immobile non viene sottratto all’influenza del clima di rinnovamento generale: nel 1865, il proprietario Cav. Wagnière, citato da una targa in marmo di notevoli dimensioni presente nell’androne di ingresso, commissiona all’ing. Guglielmo Galanti un intervento di ampia ristrutturazione che porta l’edificio ad assumere l’aspetto dell’attuale palazzo in stile neorinascimentale.

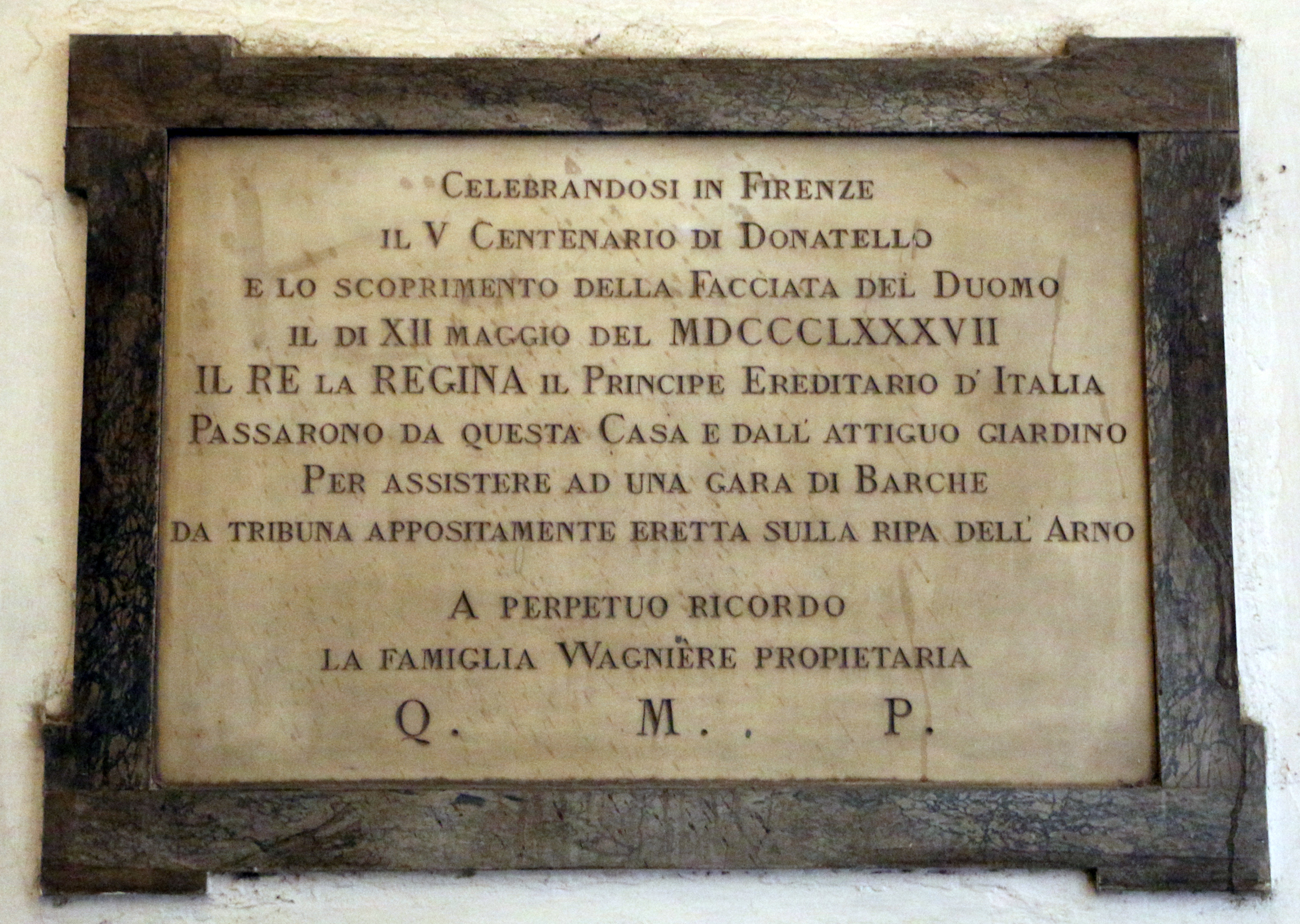
Targa

L’edificio viene ampliato in seguito alla sopraelevazione di un piano e alla demolizione di un muro di separazione con il giardino. Inoltre vengono attuate consistenti modifiche nella distribuzione interna degli ambienti, anche attraverso interventi su alcune strutture portanti; i vani scala vengono spostati, nell’androne di ingresso viene realizzata una volta unghiata, le aperture al piano terra su borgo San Frediano sono ampliate. Anche i prospetti sono modificati: su borgo San Frediano si realizza un finto bugnato con tre portali centinati, ai piani superiori (anche nel prospetto retro) i tre ordini di finestre sono sottolineati attraverso l’ornamento con architravi e timpani e fasce marcapiano tra un piano e l’altro.
Nel 1904 il palazzo viene acquistato dal Cav. Ing. John Elliott, e questi contatta nuovamente l’Ing. Galanti affidandogli l’incarico di alcune modifiche finalizzate alla realizzazione di nuove aperture e tramezzi, segnate dal progettista direttamente sui disegni del 1865.
Gli ultimi discendenti della famiglia Elliott abitano tuttora il palazzo.

## Descrizione

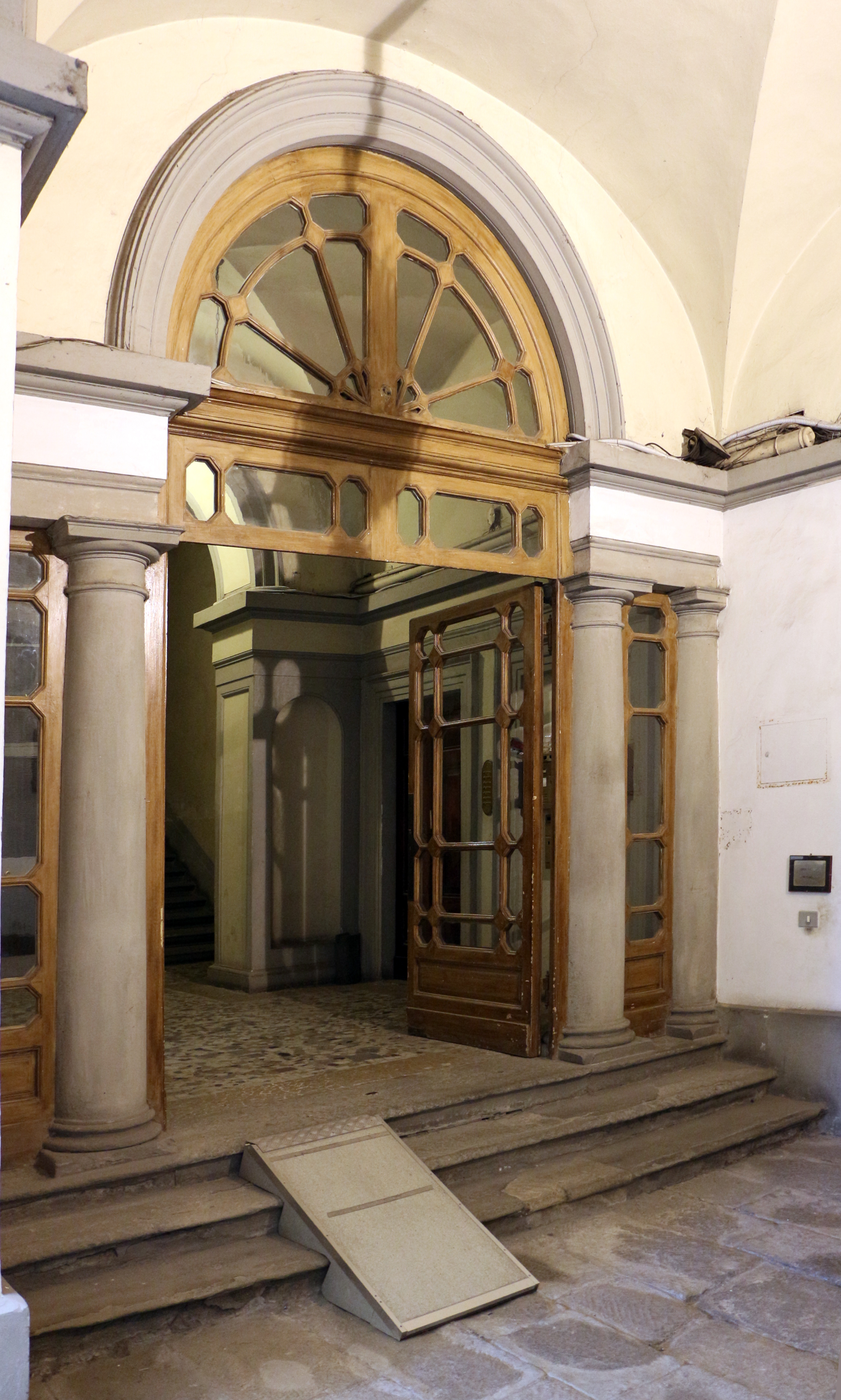
Androne Ingresso

La storia del palazzo è documentata da alcuni ambienti interni con decorazioni pittoriche e affreschi. L'edificio ha anche un accesso secondario dal lato del lungarno che immette nel giardino di pertinenza; uno dei pochi giardini privati con accesso dai lungarni della riva sinistra.
Il fronte, con gronda alla romana, è di quattro piani organizzati su cinque assi con, al terreno (a sottolineare il recupero della tradizione antica), una successione di ampi sporti ad arco dove in posizione asimmetrica è inserito il portone d'ingresso in legno.
L'ingresso principale all’edificio avviene attraverso un atrio con volta lunettata, comunicante con due corti interne, che divide longitudinalmente il fabbricato in due parti. Nel secondo tratto dell'ampio androne è collocata una memoria in marmo con una lunga iscrizione, posta nel 1887 dalla famiglia Wagnière in ricordo della visita fatta alla residenza dal Re, dalla regina e dal principe ereditario, nell'anno del V centenario donatelliano e dello scoprimento della facciata del Duomo, in modo da assistere, dal giardino che prospetta il lungarno, a uno spettacolo sul fiume.
La facciata principale su Borgo San Frediano è caratterizzata, al piano terreno, da un finto bugnato con ampie aperture ad arco con infissi in ferro e vetro ed ai piani superiori da muratura intonacata.
Le finestre dei piani superiori hanno cornici modanate ad intonaco distinte in due ordini: quelle del piano primo hanno un architrave su due mensole, decorato alternativamente con timpano o arco, mentre il secondo ed il terzo piano hanno un decoro più semplice con un architrave piano. La parte sommitale del fabbricato culmina con l’aggetto di gronda decorato con motivi a mensola ed è interamente intonacato.
La facciata tergale, che termina anch’essa con una gronda alla romana, è sempre di 4 piani fuori terra, ma organizzati in 4 assi con al piano primo un balcone che si sviluppa per l’intero fronte e al quale si accede dalle due porte finestre centrali; al piano terra è presente un ampio infisso in legno e vetro che consente il sotto attraversamento, anche carrabile, dello stabile collegando di fatto il lungarno a Borgo San Frediano.